# Lucas Katsusaburo Arai
Lucas Katsusaburo Arai (jap. ルカ荒井勝三郎; ur. 17 października 1904 w Utsunomiya, zm. 25 lipca 1990) – japoński duchowny rzymskokatolicki, biskup jokohamski.

## Biografia
Lucas Katsusaburo Arai urodził się 17 października 1904 w Utsunomiya w Cesarstwie Japonii. 28 czerwca 1930 otrzymał święcenia prezbiteriatu i został kapłanem diecezjalnym.
13 grudnia 1951 papież Pius XII mianował go biskupem jokohamskim. 24 lutego 1952 przyjął sakrę biskupią z rąk delegata apostolskiego w Japonii abpa Maximiliena de Furstenberga. Współkonsekratorami byli arcybiskup tokijski Peter Tatsuo Doi oraz emerytowany wikariusz apostolski Hiroszimy Johannes Peter Franziskus Ross SI.
Jako ojciec soborowy wziął udział w soborze watykańskim II. 30 października 1979 przeszedł na emeryturę. Zmarł 25 lipca 1990.